# تترامتیل‌آمونیوم کلرید
تترامتیل‌آمونیوم کلرید (به انگلیسی: Tetramethylammonium chloride) با فرمول شیمیایی C۴H۱۲NCl یک ترکیب شیمیایی است. که جرم مولی آن ۱۰۹٫۶۰ g/mol می‌باشد. شکل ظاهری این ترکیب، بلورهای سفید است.